# Monchaux-sur-Écaillon
Monchaux-sur-Écaillon là một xã ở trong tỉnh Nord ở miền bắc nước Pháp. Xã này có diện tích 4,55 km², dân số năm 1999 là 623 người. Xã nằm ở khu vực có độ cao trung bình 28 mét trên mực nước biển.